# Émile Colpaert
Émile Colpaert, né à Bailleul le 1er octobre 1830 et probablement mort au Pérou après 1874, est un explorateur et photographe français du XIXe siècle.

## Biographie

### Jeunesse et famille
Émile Alfred Honoré Colpaert naît en 1830 à Bailleul, dans le nord de la France, de Jean Louis Colpaert, capitaine d'infanterie en retraite, alors commissaire priseur, et de Julie Sophie Vanlerberghe, son épouse, mariés en 1813. Il a de nombreux frères et sœurs : Louis, Phérailde, Auguste, Alfred, Julie, Julien, Euphrasie et Adolphe, respectivement nés en 1821, 1822, 1823, 1825, 1826, 1828, 1831 et 1834.
En 1870, une de ses nièces, fille de sa sœur Euphrasie, épouse à Bailleul Jules Barrême, un avocat de la cour d'appel de Paris ruiné,,. Devenu préfet de l'Eure, Barrême est assassiné en 1886 dans des circonstances jamais élucidées.

### Parcours
En 1851, Émile Colpaert se fait connaître à Bailleul en écrivant les paroles d'une chanson traditionnelle, La Bailleuloise. L'année suivante, il fonde la Société philanthropique, qui a pour but de faire vivre le carnaval de Bailleul, et crée deux nouveaux personnages du carnaval : le docteur Francisco Picolissimo et le reuze Gargantua Galaffre, pour lequel il crée également une chanson,. Il quitte Bailleul pour Lille.
En 1858, il se prétend chargé par le ministère de l'Agriculture, du Commerce et des Travaux publics d'une mission économique au Pérou et propose ses services au ministère de l'Instruction, qui accepte de l'envoyer en Amérique du Sud pour y étudier la situation littéraire, artistique et industrielle.
Il part ainsi du Havre le 3 novembre 1858 et arrive à Lima en février 1859. Il y demeure les quatre premiers mois, puis se lance dans une expédition dans le nord du pays. Il visite Trujillo et explore les bords du Marañon, y étudiant les sites préhistoriques et les antiquités, et y recueillant des collections. Mais à Cajamarca il est victime de soldats qui détruisent tout son matériel de mesure et de photographie et le jettent en prison.
Libéré, il regagne Lima. Il réside alors calle de la Puerta Falsa del Teatro. En février 1860, il entreprend une nouvelle expédition. Il visite alors les mines du Cerro de Pasco et Yauli. En août 1860, il se rend à Arequipa en compagnie de son confrère photographe Émile Garreaud, puis part explorer Cuzco où il mène des travaux d'archéologie qu'il complète par des photographies. Certains clichés pris à Arequipa sont présentés à la Société française de photographie,.
En décembre 1860, Colpaert explore la zone forestière du rio Madre de Dios mais, à bout de vivres, décide de faire demi-tour après deux mois de voyage. Il consacre le reste de son séjour à étudier et collecter des plants et des graines de coca et de quinoa, et à participer à des recherches pour introduire en France des animaux à laine ordinaire des Andes tels que le lama, la vigogne, le guanaco ou l'alpaga.
En 1862, il ouvre à Cuzco un des premiers studios de photographie du Pérou, quelques années après celui qu'Émile Garreaud a établi à Lima.
Il revient en France en mai 1864 et obtient le 19 décembre une nouvelle mission au Pérou, pour y étudier la géologie, les mœurs et les sciences naturelles. L'année suivante, il publie sous le nom d'Emilio Colpaert une carte de la province de Cuzco, dédicacée à José Miguel Medina, alors préfet du Callao. Après ça, il ne fait plus parler de lui en France.
En 1874, son nom est cité dans un document du gouvernement péruvien, en tant que professeur d’histoire naturelle et de chimie au sein du Colegio de Ciencias del Cuzco.
En 1886, à l'occasion de l'affaire de l'assassinat de Jules Barrême, le journal Gil Blas indique qu’Émile Colpaert est mort au Pérou, « en laissant un fils âgé actuellement de dix ans ».
Il est à noter qu'en 1939 meurt à Cuzco une femme nommée Adelaida Vera Garcia, veuve en premières noces d'un certain « don Emilio Colpart  [sic] ». Leur fils légitime, Luis Alberto Colpaert Vera, né vers 1872, meurt en 1954 dans la même ville.

## Postérité
Une avenue de Bailleul porte le nom d’Émile Colpaert.

## Publications
- La Bailleuloise. Paroles d’Émile Colpaert, musique de Henri Séname. Chœur cantate pour 5 voix d'hommes, sans accompagnement, Lille, 1851[6]
- Chanson de Gargantua, poésie et musique d'Émile Colpaert, 1853[8]
- « Études photographiques dans les cordillères », Bulletin de la Société française de photographie, VI, 1860, p. 198-201
- « Culture de la coca au Pérou », Bulletin de la Société impériale d'acclimatation, 1862
- Étude sur la métallurgie au Cerro de Pasco (Pérou), Paris, impr. de Dubuisson, 1863
- Étude sur le Pérou. Des bêtes à laine des Andes et de leur acclimatation en Europe, de la tonte des alpacas et du trafic des laines par les Indiens, Paris, impr. de E. Martinet, 1864
- Mapa del departamento del Cuzco, dedicado al benemérito señor general Don José Miguel Medina,... por Emilio Colpaert ; grabado por Erhard, Paris : Imprenta de Bry, 1865[15]

## Photographies
- Indiens du Pérou. Photographies rapportées par M. Colpaert et représentant divers types de races amérindiennes (7 planches), [s.n.], 1864, Muséum national d'histoire naturelle, Paris (cote PHO 13)[19].